# Kerstin Hård af Segerstad
Kerstin Augusta Sofia Hård af Segerstad, född den 25 maj 1873 i Stockholm, död den 10 juni 1955 i Vänersborg, var en svensk filolog. 
Kerstin Hård af Segerstad blev filosofie kandidat vid Uppsala universitet 1896, filosofie licentiat 1903 och filosofie doktor 1906. Hon var lärare vid Uppsala enskilda läroverk 1897–99, redaktionssekreterare i Ord och Bild 1903–07 och amanuens i Kungliga biblioteket 1910–17. Kerstin Hård af Segerstad var styrelseledamot i Föreningen för kvinnans politiska rösträtt i Stockholm 1906–08 och ledamot av Samfundet De Nio 1912–30. Hon genomförde studieresor till Frankrike 1896–97 och 1912. Kerstin Hård af Segerstad författade Quelques Commentaires sur le Livre des Manières samt uppsatser i Revue de dialectologie romane, Wetenschappelijke Bladen, Fataburen, Ord och Bild, Vår tid, Stockholms dagblad  med flera tidskrifter och tidningar.